# Перша українська антарктична експедиція на масив Вінсон
Перша українська антарктична експедиція на масив Вінсон — перша українська експедиція на найвищий гірський масив Антарктики, розташований у Західній Антарктиді, в хребті Сентінел у горах Елсворта Маси́в Ві́нсон англ. (Vinson Massif) та його найвищу вершину — пік Вінсон. 14 січня 2022 року всі члени команди піднялися на вершину (4 892 м над рівнем моря) та підняли на вершину національний прапор України.

## Експедиція

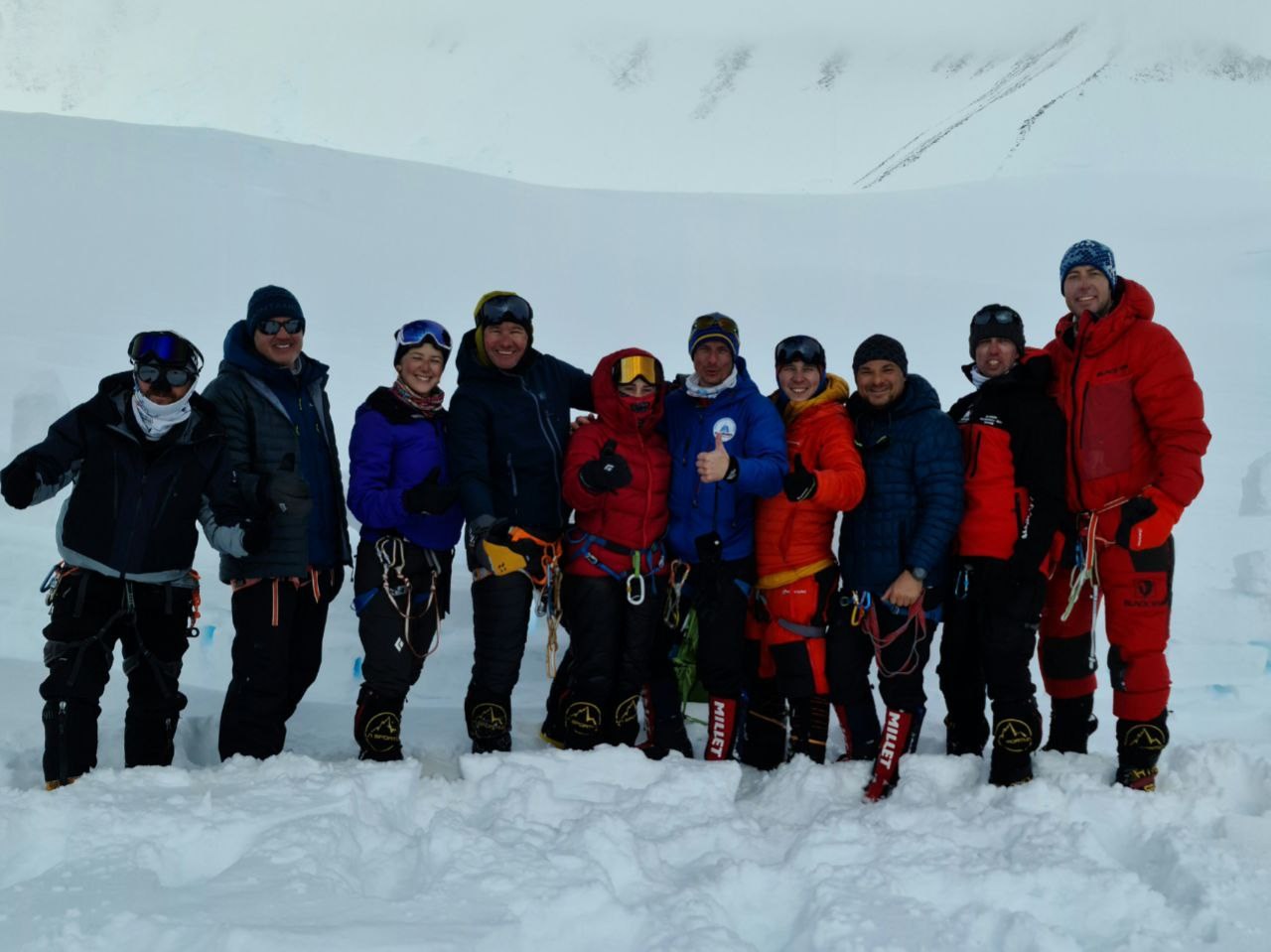
Фото команди експедиції після спуску з вершини в базовому лагері гори Вінсон

Перша українська антарктична експедиція на масив Вінсон - це історична подія для України, яка відбулася у січні 2022 році. Головною метою експедиції було встановлення національного прапора на вершині найвищої гори Антарктиди - масиву Вінсон, що має висоту 4892 метри. В експедиції брали участь 10 українських альпіністів, кожен з яких мав значний досвід у подібних експедиціях. Перед тим, як вирушати на Вінсон, учасники провели тренування на сходженнях високих гір в складних умовах, щоб отримати необхідні навички для ефективної роботи в команді, сходження на високі гірські вершини та пристосування до складних погодних умов.
Вінсон вважається одним з найважчих масивів у світі, і для досягнення його вершини потрібно мати високий рівень підготовки та витримку. Сходження на Вінсон вважається важким завданням для будь-якого альпініста, оскільки гора розташована в Антарктиді та відома своїми складними погодними умовами.
Це сходження потребувало від учасників експедиції високої майстерності альпінізму, стійкості, дисципліни та готовності до довгих і важких переходів по засніженій території Антарктиди, але їхні зусилля та вміння дозволили досягти мети експедиції: підняти на вершину масиву Вінсон національний прапор України та повернутися додому з незабутніми враженнями та новими знаннями про цей високогірний регіон.

## Склад експедиції
- Сипавін Валентин Вікторович — керівник експедиції, м. Харків
- Дорожуков Олександр — альпініст, м. Донецьк
- Караган Ірина Олександрівна — альпініст, м. Дніпро
- Полумисний Сергій Валерійович — альпініст, м. Харків
- Корольов Євген Олексійович — альпініст, м. Харків
- Єськов Олексій Олександрович — альпініст, м. Харків
- Філатова Марина Вікторівна — альпініст, м. Дніпро
- Ткаченко Сергій Петрович — альпініст, м. Київ
- Ушаков Андрій Олександрович — альпініст, м. Харків
- Яськевич Ігор Тарасович — альпініст, м. Львів